# 대강중학교
대강중학교(帶江中學校)는 대한민국 전북특별자치도 남원시 대강면 방동리에 있는 공립 중학교이다.

## 학교 연혁
- 1952년 7월 17일 : 고등공민학교 인가
- 1955년 4월 27일 : 대강중학교 3학급 인가
- 2022년 9월 1일 : 제23대 박성자 교장 부임
- 2024년 1월 5일 : 제67회 졸업식 2명 졸업(총 3,906명)

## 참고 자료
- 대강중학교 - 한국교육학술정보원 학교알리미